# Coppa Italia di Legadue 2005
La Coppa Italia di Legadue 2005 è stata la prima edizione della manifestazione.

## Formula
Il torneo, organizzato presso il PalaDozza di Bologna, si è svolto il 5 e 6 febbraio 2005 con il sistema delle "Final Four". Vi hanno preso parte le prime quattro squadre classificate al termine del girone d'andata della Legadue FIP 2004-2005.

## Tabellone
|  | Semifinali | Semifinali          | Semifinali |                  |    | Finale              | Finale | Finale |  |
|  |            |                     |            |                  |    |                     |        |        |  |
|  | 1          | Upea Capo d'Orlando | 87         |                  |    |                     |        |        |  |
|  | 1          | Upea Capo d'Orlando | 87         |                  |    |                     |        |        |  |
|  | 4          | Cimberio Novara     | 72         |                  |    |                     |        |        |  |
|  | 4          | Cimberio Novara     | 72         |                  | 1  | Upea Capo d'Orlando | 94     |        |  |
|  |            |                     |            |                  | 1  | Upea Capo d'Orlando | 94     |        |  |
|  |            |                     | 2          | Eurorida Scafati | 83 |                     |        |        |  |
|  | 3          | Caffè Maxim Bologna | 2          | Eurorida Scafati | 83 | 79                  |        |        |  |
|  | 3          | Caffè Maxim Bologna |            |                  |    |                     |        |        |  |
|  | 2          | Eurorida Scafati    | 81         |                  |    |                     |        |        |  |

## Verdetti
- Vincitrice della Coppa Italia: Upea Capo d'Orlando

Formazione: Ryan Hoover, Brian Montonati, Stefano Marisi, Rolando Howell, Marco Caprari, Andrea Pilotti, Nicola Bonsignori, Brian Oliver, Cristiano Grappasonni, Terrell McIntyre. Allenatore: Giovanni Perdichizzi
- MVP: Rolando Howell, Upea Capo d'Orlando